# Carrière (Grenada)
Carrière (Belmont) ist eine Siedlung im Parish Saint Andrew im Osten von Grenada.

## Geographie
Die Siedlung liegt im Inselinnern am Nordosthang des Mount Saint Catherine, bei Blaize. Der Ort ist der nördlichste Ort im Parish St. Andrew.
Im Norden schließt sich das Parish Saint Patrick mit Barique und Saint John an.
Zur Küste hin im Osten liegen das Carrière Estate sowie Belair und Conference.